# Boroșneu Mare
Boroșneu Mare (węg. Nagyborosnyó) – wieś w Rumunii, w okręgu Covasna, w gminie Boroșneu Mare. W 2011 roku liczyła 1547 mieszkańców.